# Philipp Herrmann (Maler)

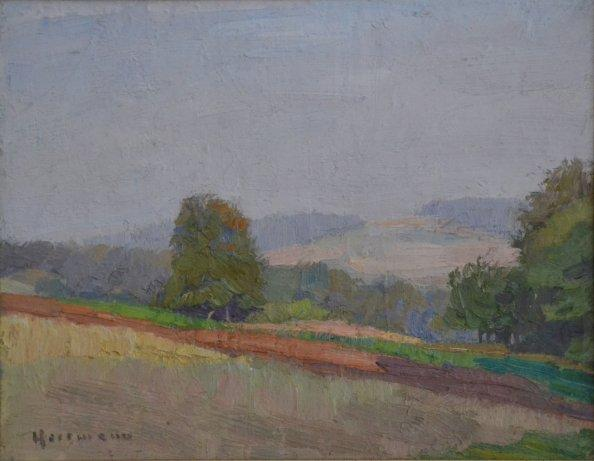
Landschaft

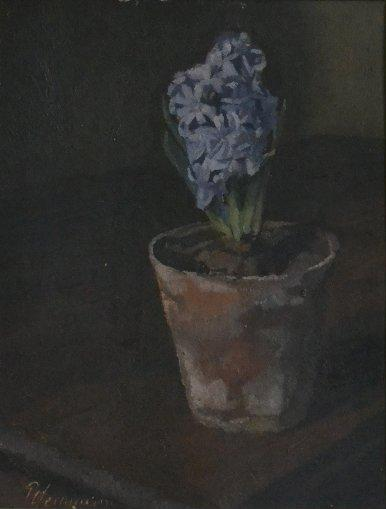
Hyazinthe von Ph. Herrmann

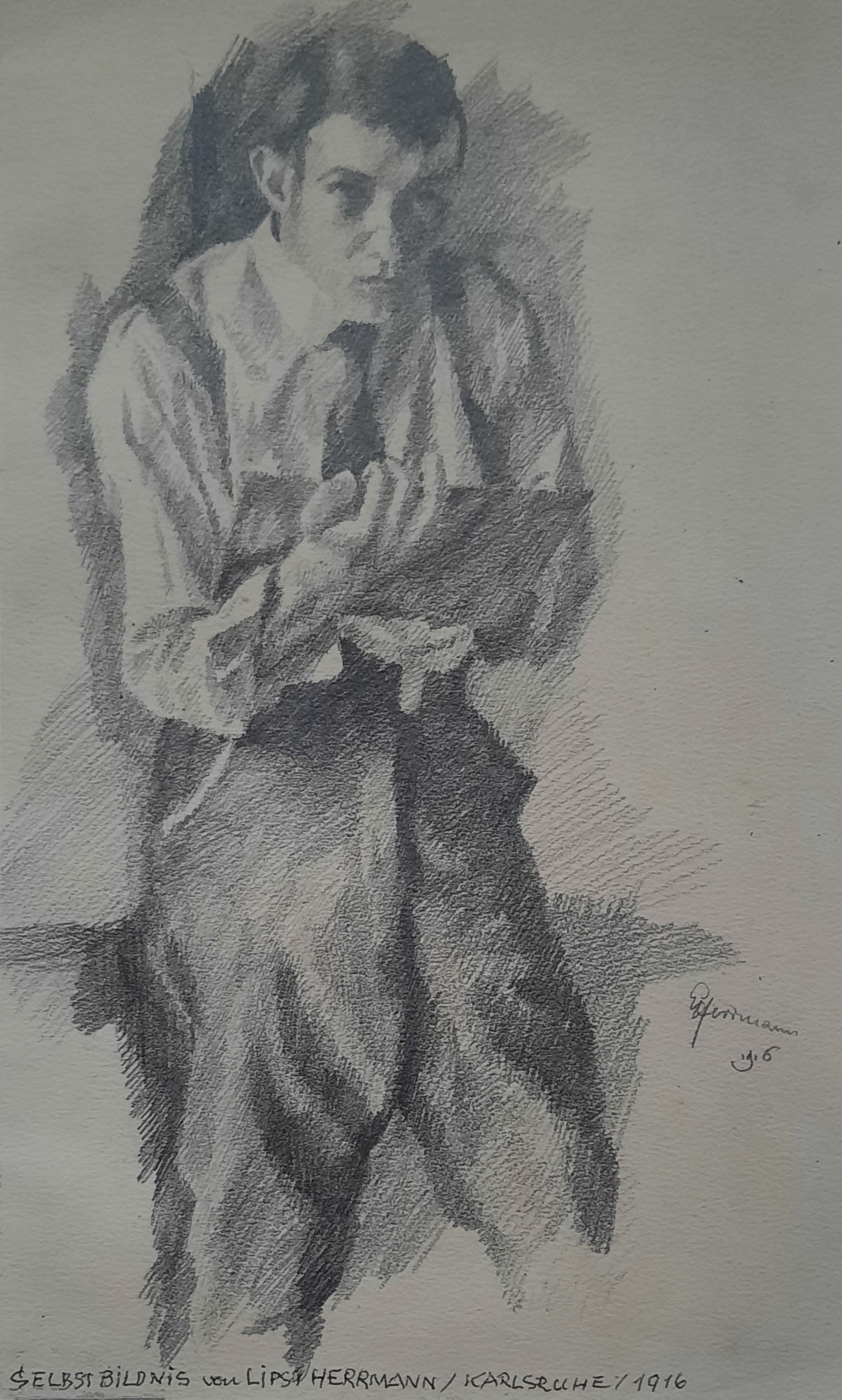
Selbstportrait des Künstlers mit 17 Jahren

Philipp Herrmann (* 18. August 1899 in Karlsruhe; † 19. September 1968 ebenda) war ein deutscher Maler und Restaurator.

## Leben
Philipp Herrmann – nicht zu verwechseln mit Philipp Ludwig Herrmann – wurde am 18. August 1899 in Karlsruhe geboren. Er verließ mit 16 Jahren das Gymnasium mit der Primarreife und erhielt nach Bestehen der Aufnahmeprüfung einen Studienplatz an der Karlsruher Akademie. Dort studierte er in bei Walter Georgi und nach seinem Einsatz im Ersten Weltkrieg bei Friedrich Fehr und Walter Conz.
Im Oktober 1920 wechselte er an die Münchner Akademie und wurde dort einer der letzten Meisterschüler von Hugo von Habermann. Im Sommer 1925 ging er für ein Jahr nach Paris; Ende 1926 übersiedelte er wieder nach Karlsruhe.
Seit dieser Zeit war er in den Ausstellungen des Badischen Kunstvereins vertreten. Ebenso zeigte er zwischen 1927 und 1941 wiederholt Bilder in den "Kunst-Ausstellungen Baden-Baden".
Herrmanns besondere Begabung lag im Porträt, in der Landschaftsmalerei und im Stillleben. Sein kräftiger Pinselstrich und seine lichte, impressionistische Technik stellen das Dargestellte in großer Plastizität und mit klar erfasster Stimmung vor das Auge.
Da Herrmanns malerische Auffassung den moderneren Bestrebungen nach dem Ersten Weltkrieg nicht mehr entsprach und er seinen Lebensunterhalt als freier Künstler nicht mehr verdienen konnte, entschloss er sich im Oktober 1933, im Restaurierungsatelier der Kunsthalle Karlsruhe das Handwerk des Restaurators zu erlernen. 1936 ließ er sich als selbständiger Restaurator nieder; insbesondere nach dem Zweiten Weltkrieg war er damit sehr erfolgreich; er hatte als Restaurator viele Schülerinnen und Schüler.
Die Städtische Galerie Karlsruhe besitzt ein Bild (Herbstlandschaft, Öl auf Leinwand) von Philipp Herrmann.
Am 19. September 1968 starb Philipp Herrmann in Karlsruhe.